# 마팔다 디 사보이아
마팔다 디 사보이아(Princess Mafalda of Savoy, 1902년 11월 19일 ~ 1944년 8월 28일)는 비토리오 에마누엘레 3세 왕과 그의 아내 몬테네그로의 엘레나의 둘째 딸이었다. 1925년, 22세의 나이에 그녀는 헤센 방백 필리프와 결혼했다. 1943년, 제2차 세계 대전 중에 그녀는 부헨발트 강제 수용소에 수감되었고 그곳에서 사망했다. 미래의 이탈리아의 움베르토 2세 왕은 그녀의 남동생이었다.